# Bomber (Band)
Bomber war ein Ein-Mann-Heavy-Metal-/Hard-Rock-Projekt das durch seine Labelzugehörigkeit bei Rock-O-Rama Records dem Rechtsrock zugeordnet wurde. Die Band wurde 1991 im sächsischen Meerane gegründet. Das einzige Mitglied war Thomas „Kalle“ H., der alle Instrumente selbst einspielte. Bei dem einzigen gespielten Livegig 1992 in Brandenburg wurde er von zwei Gastmusikern unterstützt. Nach 1997 sind keine Aktivitäten des Projekts bekannt.

## Diskografie

### Demos
- 1991: Das Böse lebt
- 1993: Falsche Freunde

### Alben
- 1991: Das Böse lebt (Rock-O-Rama Records)
- 1994: Falsche Freunde (BHCD)
- 1994: Klänge einer neuen Generation (Funny Sounds & Vision GmbH)
- 1996: Geld regiert die Welt (BHCD)
- 1996: Brandenburg 92 (NS Records) Bootleg
- 1997: Das Tier (BHCD)
- 1998: König der Nacht (IND Records)
- 2022: Das Böse lebt + Bonus (Rock-O-Rama Records) Reissue

### Singles
- 2010: Dr. Martens EP (Reich-OH-Reich Records) Bootleg